# Ödön Bodor
Ödön Bodor (Kapuvár, Győr-Moson-Sopron, 24 de gener de 1882 – Budapest, 22 de gener de 1927) va ser un atleta hongarès que va competir a principis del segle xx.
El 1908 va prendre part en els Jocs Olímpics de Londres, on guanyà la medalla de bronze en la cursa dels relleus combinats, formant equip amb Frigyes Wiesner, Pál Simon i József Nagy. En aquesta cursa Bodor va córrer el darrer relleu, el de 800 metres. L'equip va superar l'equip suec en la primera ronda, però en la final, tot i que ho intentaren, es van veure superats pels equips estatunidenc i alemany, acabant en tercera posició.
Bodor també disputà les proves dels 800 i 1500 metres. En els 800 fou quart en la final, a tan sols dues dècimes de l'alemany Hanns Braun, medalla de bronze, mentre en els 1500 quedà eliminat en les sèries preliminars.
Quatre anys més tard va disputar els Jocs d'Estocolm, tot i que amb un paper més discret, ja que en les tres proves del programa d'atletisme que disputà, els 400, 800 i 4x400 metres relleus, quedà eliminat en sèries.
També jugà a futbol en l'Újpest Football Club.